# Zygmunt Wrzodak
Zygmunt Wrzodak (ur. 21 marca 1959 w Budach Zaklasztornych) – polski polityk, działacz związkowy, poseł na Sejm IV i V kadencji.

## Życiorys
Ma wykształcenie średnie, w 1981 ukończył Technikum Mechaniczne w Warszawie. W latach 1977–1999 pracował na różnych stanowiskach w Zakładach Mechanicznych w Ursusie. Następnie był zatrudniony w Fabryce Metalurgicznej w Skierniewicach. W latach 1982–1989 należał do Duszpasterstwa Ludzi Pracy na warszawskim Żoliborzu. W 1980 przystąpił do NSZZ „Solidarność”, zasiadał w zarządzie Regionu Mazowsze NSZZ „S” i Komisji Krajowej związku, od 1991 do 2002 kierował jego strukturami w Ursusie. Bezskutecznie ubiegał się o mandat poselski z listy wystawionej przez związek w wyborach parlamentarnych w 1993.
W latach 1995–1997 należał do Ruchu Odbudowy Polski, z listy którego bez powodzenia kandydował do Sejmu w wyborach parlamentarnych w 1997 (otrzymał 9804 głosy). W kwietniu 2001 współtworzył Ligę Polskich Rodzin i objął funkcję przewodniczącego rady politycznej tej partii. Przed wyborami parlamentarnymi w tym samym roku kierował sztabem wyborczym LPR. Z listy tej partii w tym samym roku uzyskał po raz pierwszy liczbą 32 434 głosów mandat posła na Sejm IV kadencji z okręgu rzeszowskiego. W 2005 po raz drugi został wybrany, otrzymując 18 921 głosów. Zasiadał w Komisji Skarbu Państwa, Komisji Gospodarki oraz Komisji Finansów Publicznych. Po wyborach w 2005 popadł w konflikt z Romanem Giertychem, którego obarczył winą za słaby wynik wyborczy LPR. W październiku 2005 został odwołany z funkcji partyjnych i wykluczony z klubu LPR. Współtworzył następnie istniejącą do 2006 partię Forum Polskie, której był sekretarzem generalnym.
W maju 2006 zasiadł w Narodowym Kole Parlamentarnym, które we wrześniu tego samego roku współtworzyło klub parlamentarny Ruch Ludowo-Narodowy. Zygmunt Wrzodak został wiceprzewodniczącym tego klubu, jednak wkrótce go opuścił. W maju 2007 został wybrany na prezesa nowo powstałej partii katolicko-narodowej o nazwie Narodowy Kongres Polski (w grudniu 2010 została ona wykreślona z rejestru partii).
W przedterminowych wyborach parlamentarnych w 2007 bez powodzenia ubiegał się o reelekcję z listy Samoobrony RP (podobnie jak inni członkowie Narodowego Kongresu Polskiego). W 2008 bezskutecznie kandydował w wyborach uzupełniających do Senatu w okręgu krośnieńskim. Był działaczem zarejestrowanej w latach 2015–2017 partii Jedność Narodu.
W 2014 podpisał (m.in. wraz z Anną Raźny i Ryszardem Parulskim) skierowany do prezydenta Rosji Władimira Putina list, w którym oskarżono polskie władze o „perfidną rolę w przygotowaniach i przeprowadzeniu zbrojnego zamachu na demokratycznie wybrane władze bratnich narodów Ukrainy”. Sygnatariusze listu poparli również aneksję Krymu przez Rosję.

## Życie prywatne
Żonaty, ma dwójkę dzieci.